# Малоархангельск (Забайкальский край)
Малоарха́нгельск — село в Красночикойском районе Забайкальского края России. Административный центр и единственный населённый пункт сельского поселения «Малоархангельское». Расстояние до районного центра Красный Чикой — 7 км, до областного центра Чита — 377 км.

## География
Село находится в северной части района, на правом берегу реки Чикой, на расстоянии примерно 1 км (по прямой) к северо-востоку от села Красный Чикой. Абсолютная высота — 772 м над уровнем моря.
Климат
Климат характеризуется как резко континентальный. Средняя температура самого тёплого месяца (июля) составляет 14 — 16 °C (абсолютный максимум — 36 °С). Средняя температура самого холодного месяца (января) — −22 — −26 °C (абсолютный минимум — −53 °С). Годовое количество осадков — 350—500 мм.

## История
Село основано в 1767 году.

## Население
| 1926 | 1989  | 2002 | 2010 | 2012 | 2013 | 2014  |
| ---- | ----- | ---- | ---- | ---- | ---- | ----- |
| 1187 | ↘1081 | ↘992 | ↘947 | ↘935 | ↗941 | ↘936  |
| 2015 | 2016  | 2017 | 2018 | 2019 | 2020 | 2021  |
| ↗946 | ↘928  | ↘923 | ↘922 | ↗948 | ↘947 | ↗1001 |

Половой состав:
По данным Всероссийской переписи населения 2010 года в гендерной структуре населения мужчины составляли 46,4 %, женщины — соответственно 53,6 %.
Национальный состав:
Согласно результатам переписи 2002 года, в национальной структуре населения русские составляли 99 % из 992 чел.

## Улицы
| - ул. Береговая, - ул. Зелёная, - ул. Луговая, \| valign="top" \| - ул. Молодёжная, - ул. Набережная, - ул. Рабочая, \| valign="top" \| - ул. Сиреневая, - ул. Солнечная, - ул. Центральная. |

## Инфраструктура
В селе функционируют средняя общеобразовательная школа, детский сад, дом культуры, библиотека, фельдшерско-акушерский пункт и отделение связи. Есть памятник воинам-односельчанам, павшим в годы Великой Отечественной войны.